# Prithivîrâja Châhumâna III
Prithivîrâja Châhumâna III (1149-1192)- appelé aussi Prithivîrâj et Râi Pithora - est le dernier des grands râja Châhumâna d'Ajmer, le dernier roi hindou de Delhi, célèbre comme le modèle du chevalier rajpoute. Sa vie, ses exploits et sa mort tragique sur le champ de bataille sont le sujet de plusieurs poèmes épiques, dont le plus célèbre est le Prithivîrâjasau écrit par Chand Bardai (en), le poète de sa cour.

## Biographie
En 1182, Muhammad Ghûrî fait la conquête du Sind et de Lâhore et, peu après, commence ses attaques sur les royaumes rajpoutes. Prithivîrâja le défait à la première bataille de Tarâin en 1191. D'après la tradition, Prithivîrâj aurait enlevé, pour l'épouser, la fille du puissant râja de Kânauj, qui règne sur Vârânasî, suivant le râkshasa, une des huit formes traditionnelles acceptables de mariage, d'après le Mânavadharma-shâstra. Cependant, le râja de Kanauj n'ayant pas accepté le fait, il lui refuse son assistance dans les conflits à venir, aidant même peut-être les musulmans à envahir l'Inde du Nord. Muhammad Ghûrî, s'étant préparé durant une année, l'affronte à nouveau sur le même terrain et le défait, ouvrant l'Inde du Nord à sa domination; il s'empare aussitôt de Kannauj, son général Muhammad ibn Bakhtiyâr s'empare plus tard de Vâranâsî.

## Dans la culture

### Jeux vidéo
La campagne indienne du jeu Age of Empires II: The Forgotten lui est consacrée.